# Нова Олександрівка (Бердичівський район)
Нова́ Олекса́ндрівка —  село в Україні, у Бердичівському районі Житомирської області. Населення становить 52 осіб.

## Населення
Згідно з переписом УРСР 1989 року чисельність наявного населення села становила 46 осіб, з яких 19 чоловіків та 27 жінок.
За переписом населення України 2001 року в селі мешкали 52 особи.

### Мова
Розподіл населення за рідною мовою за даними перепису 2001 року:
| Мова       | Відсоток |
| ---------- | -------- |
| українська | 96,15 %  |
| російська  | 3,85 %   |